# MTV Video Music Awards

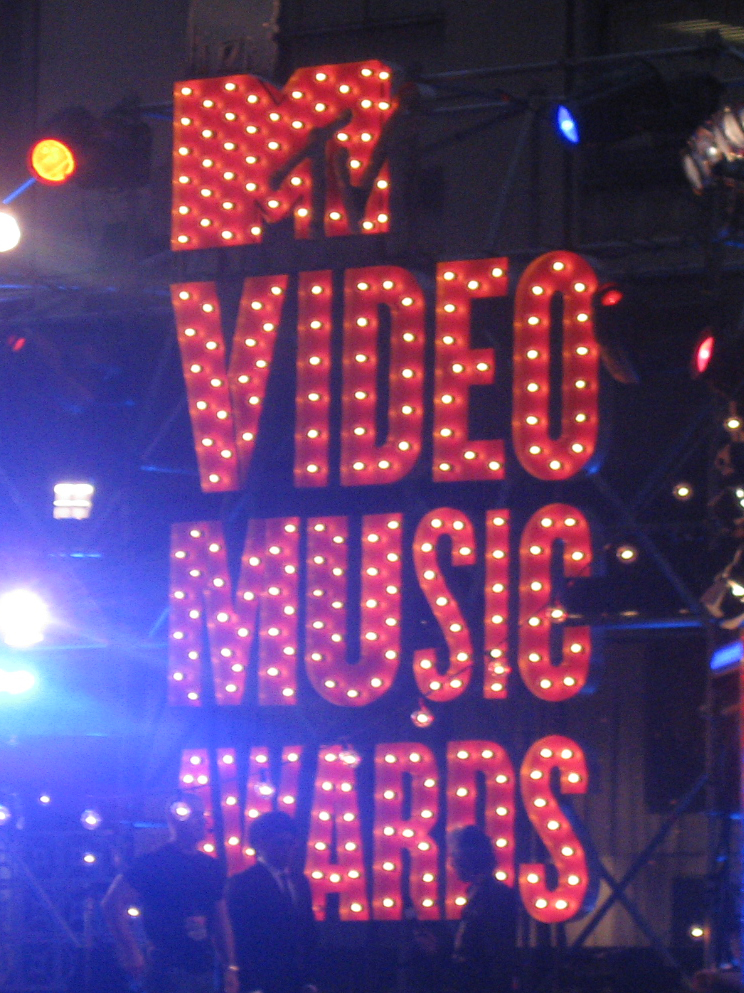
MTV Video Music Awards 2009 in New York

De MTV Video Music Awards, vaak afgekort tot de VMAs, zijn in 1984 ingesteld door MTV om de beste videoclips te waarderen. Een en ander is begonnen als een alternatief voor de Grammy Awards. De MTV Video Music Awards is nu een gerespecteerde show voor de toekenning van prijzen in de popcultuur. De periode waarin video's kunnen worden genomineerd, begint op 1 juli. De prijzenshow wordt jaarlijks rechtstreeks uitgezonden door MTV. In het verleden werden de shows gepresenteerd in New York, Los Angeles, Las Vegas en Miami.
De prijs wordt vaak Moon Man genoemd omdat de trofee eruitziet als een astronaut op de maan. Dit werd gebaseerd op astronaut Buzz Aldrin.
| Datum             | Theater                                       | Stad                  | Gastheer/-vrouw               |
| ----------------- | --------------------------------------------- | --------------------- | ----------------------------- |
| 14 september 1984 | Radio City Music Hall                         | New York              | Dan Aykroyd en Bette Midler   |
| 13 september 1985 | Radio City Music Hall                         | New York              | Eddie Murphy                  |
| 5 september 1986  | Palladium, Gibson Amphitheatre                | New York, Los Angeles | MTV VJ's                      |
| 11 september 1987 | Gibson Amphitheatre                           | Los Angeles           | MTV VJ's                      |
| 7 september 1988  | Gibson Amphitheatre                           | Los Angeles           | Arsenio Hall                  |
| 6 september 1989  | Gibson Amphitheatre                           | Los Angeles           | Arsenio Hall                  |
| 6 september 1990  | Gibson Amphitheatre                           | Los Angeles           | Arsenio Hall                  |
| 5 september 1991  | Gibson Amphitheatre                           | Los Angeles           | Arsenio Hall                  |
| 9 september 1992  | UCLA's Pauley Pavilion                        | Los Angeles           | Dana Carvey                   |
| 2 september 1993  | Gibson Amphitheatre                           | Los Angeles           | Christian Slater              |
| 8 september 1994  | Radio City Music Hall                         | New York              | Roseanne Barr                 |
| 7 september 1995  | Radio City Music Hall                         | New York              | Dennis Miller                 |
| 4 september 1996  | Radio City Music Hall                         | New York              | Dennis Miller                 |
| 4 september 1997  | Radio City Music Hall                         | New York              | Chris Rock                    |
| 10 september 1998 | Gibson Amphitheatre                           | Los Angeles           | Ben Stiller                   |
| 9 september 1999  | Metropolitan Opera House                      | New York              | Chris Rock                    |
| 7 september 2000  | Radio City Music Hall                         | New York              | Marlon Wayans en Shawn Wayans |
| 6 september 2001  | Metropolitan Opera House                      | New York              | Jamie Foxx                    |
| 29 augustus 2002  | Radio City Music Hall                         | New York              | Jimmy Fallon                  |
| 28 augustus 2003  | Radio City Music Hall                         | New York              | Chris Rock                    |
| 29 augustus 2004  | American Airlines Arena                       | Miami                 | —                             |
| 28 augustus 2005  | American Airlines Arena                       | Miami                 | Sean "Diddy" Combs            |
| 31 augustus 2006  | Radio City Music Hall                         | New York              | Jack Black                    |
| 9 september 2007  | The Palms Hotel and Casino                    | Las Vegas             | —                             |
| 7 september 2008  | Paramount Pictures                            | Los Angeles           | Russell Brand                 |
| 13 september 2009 | Radio City Music Hall                         | New York              | Russell Brand                 |
| 12 september 2010 | Nokia Theatre                                 | Los Angeles           | Chelsea Handler               |
| 28 augustus 2011  | Nokia Theatre                                 | Los Angeles           | —                             |
| 6 september 2012  | Staples Center                                | Los Angeles           | Kevin Hart                    |
| 25 augustus 2013  | Barclays Center                               | New York              | —                             |
| 24 augustus 2014  | The Forum                                     | Inglewood             | —                             |
| 30 augustus 2015  | Microsoft Theater                             | Los Angeles           | Miley Cyrus                   |
| 28 augustus 2016  | Madison Square Garden                         | New York              | —                             |
| 27 augustus 2017  | The Forum                                     | Inglewood             | Katy Perry                    |
| 20 augustus 2018  | Radio City Music Hall                         | New York              | —                             |
| 26 augustus 2019  | Prudential Center                             | Newark                | Sebastian Maniscalco          |
| 30 augustus 2020  | Virtuele versie van het Empire State Building | New York              | Keke Palmer                   |
| 12 september 2021 | Barclays Center                               | New York              | Doja Cat                      |

## Trivia
- De trofee werd 2013 eenmalig ontworpen door kunstenaar Kaws.[1]